# 籬仔內憲德宮
籬仔內憲德宮，是中華民國高雄市前鎮區次分區籬仔內的廟宇，主奉五府千歲，是籬仔內地區重要的王爺信仰廟宇。

## 廟史
憲德宮創建於清朝乾隆年間，憲德宮原稱為「龍國寺」，主祀朱府千歲，為先民自福建漳州迎奉來台。信徒遍布鳳山廳大竹里各地，舊廟所在地陰時常淹水，遂搬至籬仔內庄。之後又加祀另外四位王爺，因「寺」一般指佛門叢林，與屬於道教王爺性質不符，因此將龍國寺改廟名為「憲德宮」，現今廟貌於民國五十二年（1963年）重新修建，民國五十四年完工安座。

## 祀神
憲德宮主祀五府千歲，配祀註生娘娘、福德正神、中壇元帥、虎爺和太歲星君

## 圖片輯

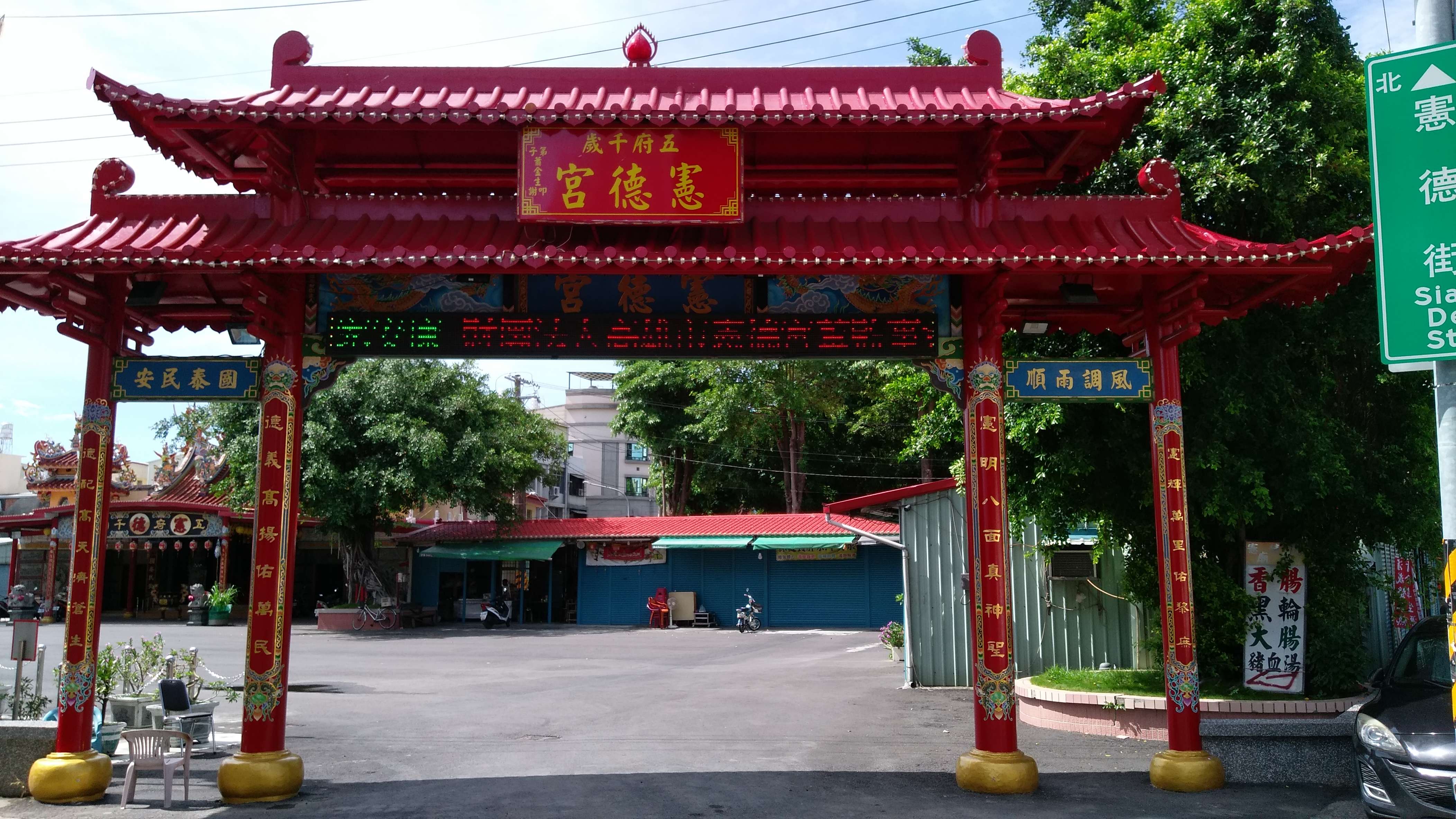
籬仔內憲德宮牌樓
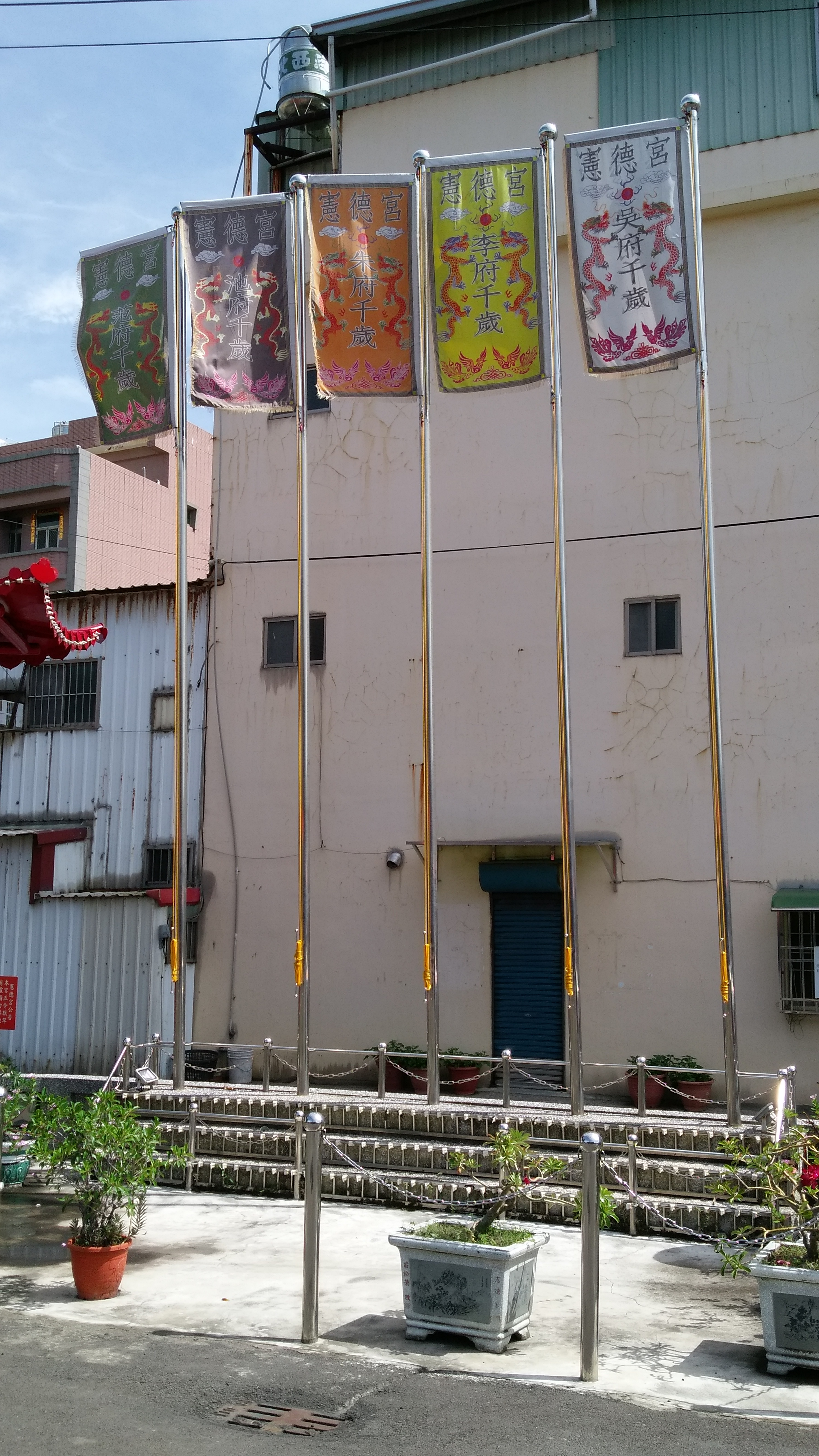
憲德宮五府千歲旗幟